# Agranulocyty
Agranulocyty, krwinki białe bezziarniste – komórki krwi, należące do grupy leukocytów. W przeciwieństwie do granulocytów nie zawierają w cytoplazmie granul, czyli ziarnistości. Wyróżnia się dwa rodzaje agranulocytów: monocyty i limfocyty.